# Max Barthel (Ingenieur)
Max Barthel (* 17. Oktober 1863 in Potsdam; † 31. Januar 1921) war ein deutscher Ingenieur und Direktor der Staatlichen Maschinenbau- und Hüttenschule in Duisburg.

## Leben
Max Barthel besuchte das Königstädtische Realgymnasium in Berlin. Nach dem Erhalt des Reifezeugnisses 1884 begann er ein Studium der Mathematik an der Friedrich-Wilhelms-Universität, wechselte aber nach drei Semestern an die Technische Hochschule Charlottenburg und absolvierte von Ostern 1886 bis Frühjahr 1890 ein maschinentechnisches Studium, das er im Mai 1890 mit der Bauführerprüfung abschloss. Danach arbeitete er zunächst als Konstrukteur beim Artillerie-Konstruktionsbüro in Spandau, im Anschluss ebenfalls als Konstrukteur bei der Maschinenbau-Aktiengesellschaft Wilhelmshütte in Waldenburg. Ostern 1892 wurde er Lehrer für Maschinentechnik in Köln. Im Herbst 1894 folgte er einem Ruf an die Gewerbeschule Hagen in Westfalen. Der preußische Handelsminister ernannte Barthel zum 1. April 1899 zum Leiter des damaligen städtischen Technikums in Einbeck. Nachdem er diese technische Privatschule in eine staatliche Maschinenbauschule überführt hatte, wurde er im Frühjahr 1903 Direktor der Staatlichen Maschinenbau- und Hüttenschule in Duisburg. Unter Barthels Leitung wurde die Schule in den Folgejahren baulich und organisatorisch erweitert. Den Lehrplan überarbeitete er grundlegend. In der Folge nahm die Anzahl der Schüler aus dem In- und Ausland zu. Mehrfach lehnte er an ihn herangetragene Berufungen auf höhere Verwaltungsstellen ab.
Max Barthel war Mitglied des Vereins Deutscher Ingenieure (VDI) und des Ruhr-Bezirksvereins des VDI. Zeitweise gehörte er dem Vorstand des Bezirksvereins an.